# Szőkéd
Szőkéd es un pueblo ubicado en el distrito de Pécs, en el condado de Baranya, Hungría.

## Superficie
Posee una superficie de 9,580 kilómetros cuadrados.

## Demografía
Hasta 2023 la población era de 339 habitantes, con una densidad de población de 35,39 habitantes por kilómetro cuadrado.